# Nefertum
Nefertum, dios primordial de la mitología egipcia, que simbolizaba el nacimiento del Sol.

Nefertum.

- Nombre egipcio: Nefertum. Nombre griego: Iftimis. Deidad griega: Prometeo.

## Iconografía
Fue representado como un hombre coronado con una flor de loto azul y dos altas plumas; o también con cabeza de león, como hijo de Sejmet, y tocado compuesto de una flor de loto, dos plumas y dos collares menat como símbolo de placer y fertilidad; o montado sobre un león. A veces lleva un sable curvo, como guardián de las fronteras orientales de Egipto.

## Mitología
Se le asocia a la teología de Menfis, donde era, desde el Imperio Nuevo, el hijo de Ptah y Sejmet, con quienes formaba tríada, aunque, con frecuencia, su lugar era ocupado por Imhotep. En Buto es el hijo de Uadyet y Ra.
Dios primordial, aunque inicialmente no puede ser considerado un demiurgo, era el responsable de vigilar y guardar las fronteras del Este. También era el protector de la segunda hora del día.
Dios cuyo nombre significa "Atum el bello"; representa al loto, ya que estaba asociado originariamente a Atum niño. Según los mitos heracleopolitanos y hermopolitanos, este niño que salió del loto emergido de las aguas del Nun, y simboliza el nacimiento del Sol; en Hermópolis Magna, en otra versión de su cosmogonía, era el Sol que nacía de un loto y representaba la energía que da vida a todo lo que crece y se desarrolla, pero también era el fuego que destruía. 

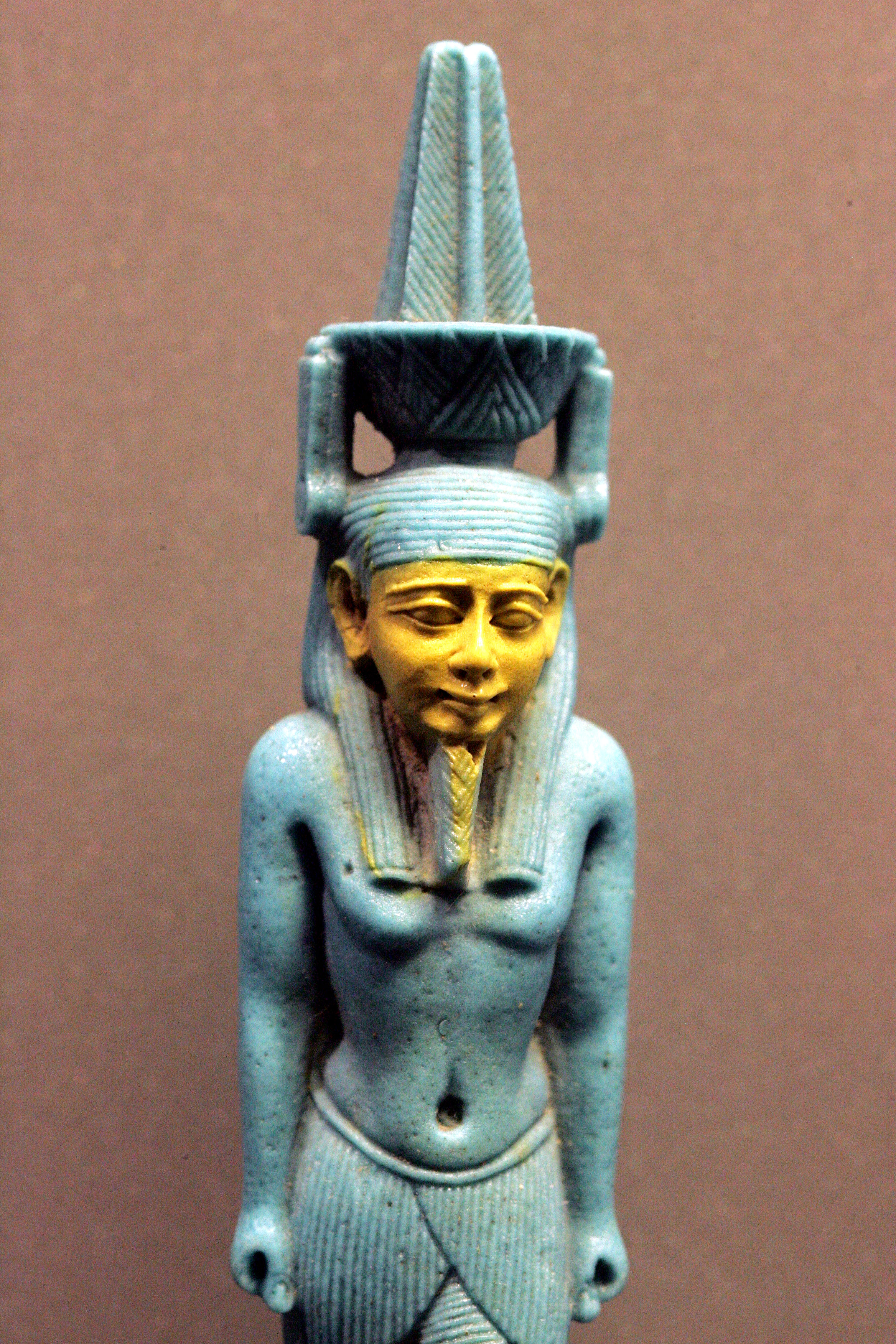
Estatuilla de Nefertum. Museo del Louvre.

## Epítetos
Su nombre significaba simplemente “El Loto”, aunque para otros sería “Perfección Absoluta”. También era considerado "Señor de los Perfumes" y como tal aparece en los Textos de las Pirámides (sec. 266), y en el Libro de los Muertos como "la flor de loto que está en la nariz de Ra". Fue llamado a menudo "el joven Atum". 

## Sincretismo
En la teología hermopolitana fue relacionado con Atum o Ra el Joven, y en ambos casos al nuevo Sol que nace del loto, emergiendo del Mar Primigenio. Horhekenu Hor Hekenu, una forma de Horus, fue identificado con Nefertum, en Menfis y Bubastis.

## Culto
A pesar de que se le asocia generalmente a la teología de Menfis, también recibió culto en Hermópolis Magna. 
|  |

|  |

|  |

|  |

|  |

|  |

|  |

|  |